# 东京垃圾战争
东京垃圾战争（日语：／ Tōkyō Gomi Sensō */?）是20世纪60年代一起爆发于日本东京地区的抗议事件，抗议的风波一直延续至21世纪初。这一抗议事件因时任东京都知事的美浓部亮吉所写的垃圾战争宣言而闻名。抗议主要聚焦于60-70年代时东京海湾地区的垃圾处理法规条例，是日本推行垃圾分类措施的关键性影响事件之一。自此以后类似事件都被称为“垃圾战争”。

## 背景
明治33年（公元1900年），日本开始施行国内第一部针对处理垃圾而拟定的《污物扫除法》，它规定了地方政府对垃圾收集、处理的义务。基于现实需求，东京于1924年开始建设垃圾焚烧厂。1930年时，污物扫除法也根据时代变化，进行了一次修订。在二战结束后，日本经济重新开始发展，因而带动了消费、生产相关垃圾产出的数量激增。当时东京都内区域的垃圾处理都由东京二十三区清扫一部事务组合所负责，同全国其他地方一样使用传统的焚烧再填埋的处理过程。
日本政府于1954年通过了《清扫法》，废止原有的《污物扫除法》，使得各地政府在垃圾处理事务上可以得到中央政府的援助。在50-70年代中，日本社会转型为“一次性使用社会”，原有的垃圾处理设施能力过载，于是日本国内开始建设各种垃圾处理设施，如填埋场、焚烧厂等。
据研究表明，1965年时东京都内23个区平均每日产生7.9万吨，在六年后这一数字增长了1.8倍，而垃圾焚烧量仅有43吨，为垃圾处理需求量的2%，其余无法进行焚烧处理的垃圾只能进行填埋。当都内填埋场没有剩余空间时，只能采取海面填埋的方式取代陆上填埋。
自1957年开始，东京都政府于中央防洪堤坝外侧修造第14号填埋场，用于进行海面填埋。

## 战争历程

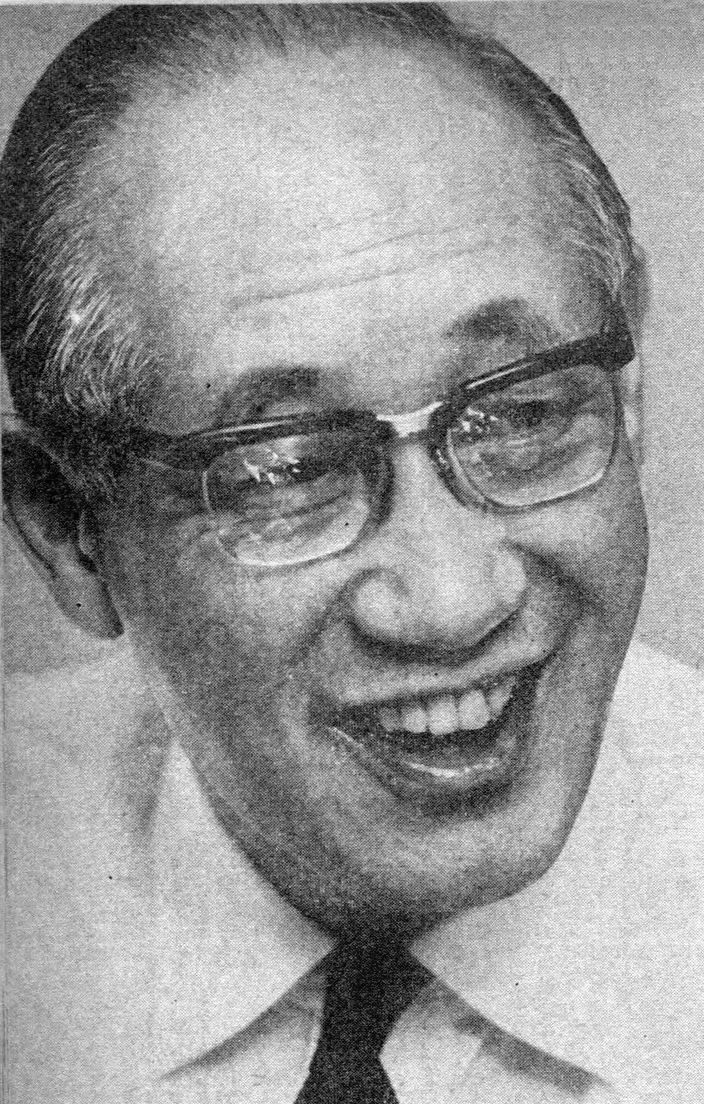
图为发起这场垃圾战争的美浓部亮吉

至1960年代，东京地区各区的垃圾处理能力已经不足以满足正常需求，政府计划在每个区域内建设更多的垃圾处理厂，当地居民却非常反对。尽管各区居民赞同增设垃圾处理设施的提案，但都不愿意这类设施邻近自己的居住地。这使得相关动议被搁置，造就了一种“邻避困境”。其中杉并区本地的垃圾无法得到及时处理，不得不运输至位于海湾地区的江东区进行处理。当时主要的垃圾处理是利用垃圾焚烧厂处理，而各类垃圾未得到分类，导致部分垃圾在焚烧过程中产生相对大量的有毒有害物质，并伴有黑色烟雾，使得江东区居民对此情况非常不满。
政府多次提议在杉并区内额外建造垃圾焚烧厂，当地居民坚持反对。江东区居民相应的开始反对杉并区居民的决定，并通过阻拦来自杉并区的垃圾车的方式对此抗议。
两区居民的对峙持续了至少十年，当时的东京都知事美浓部亮吉坚持推动在包括涩谷等其他区域也建设垃圾处理设施的政策。
直到1978年，杉并清扫工厂开始运作，这一事件告一段落。

## 现状
用于海面填埋的第14号填埋场共在1957-1967年期间填埋超过1000万吨垃圾，经过处理后的填埋场上面建立了一座“梦之岛”公园。其中多个场馆均使用邻近的江东垃圾焚烧厂供热。

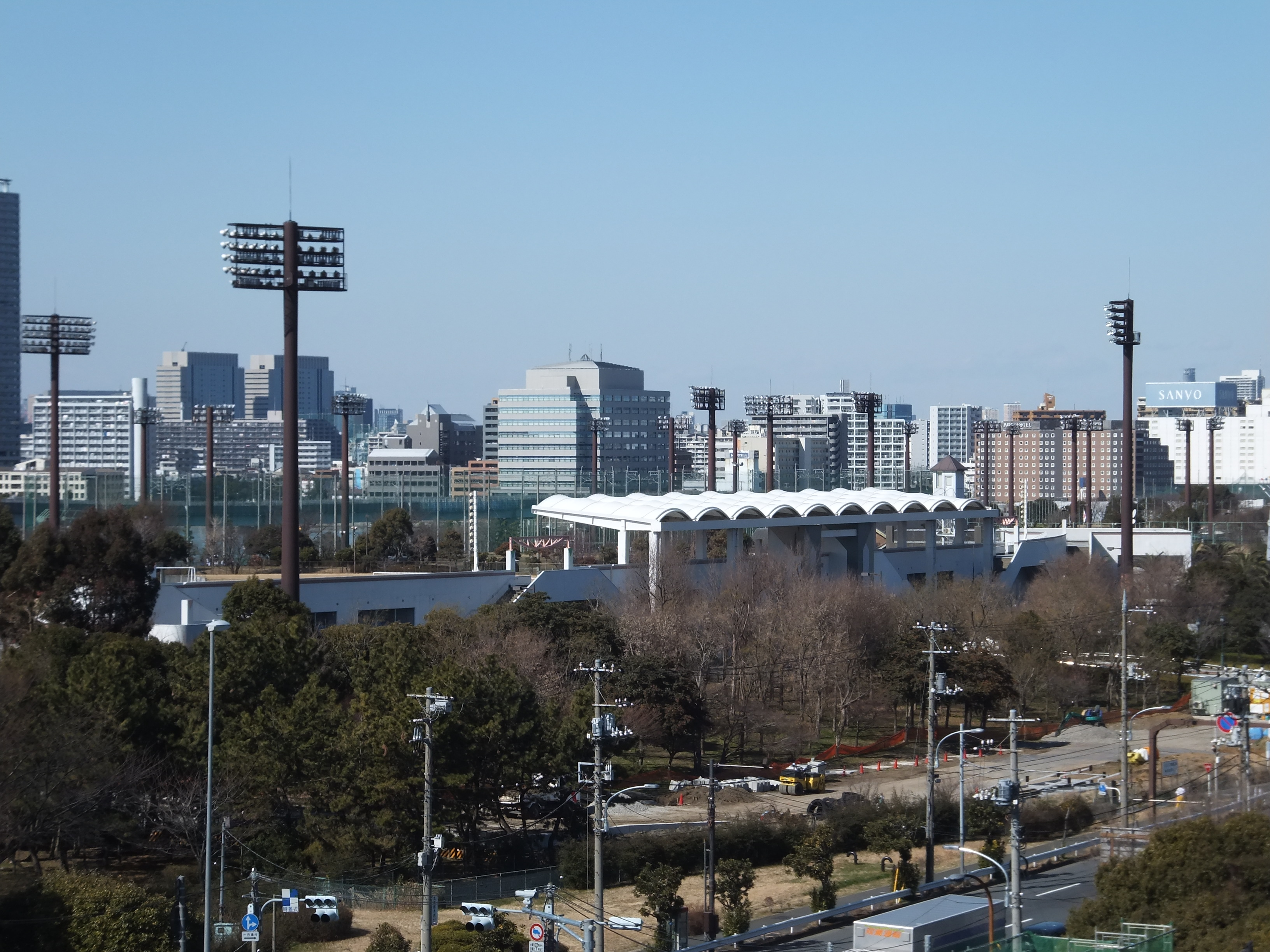
梦之岛上的露天体育场
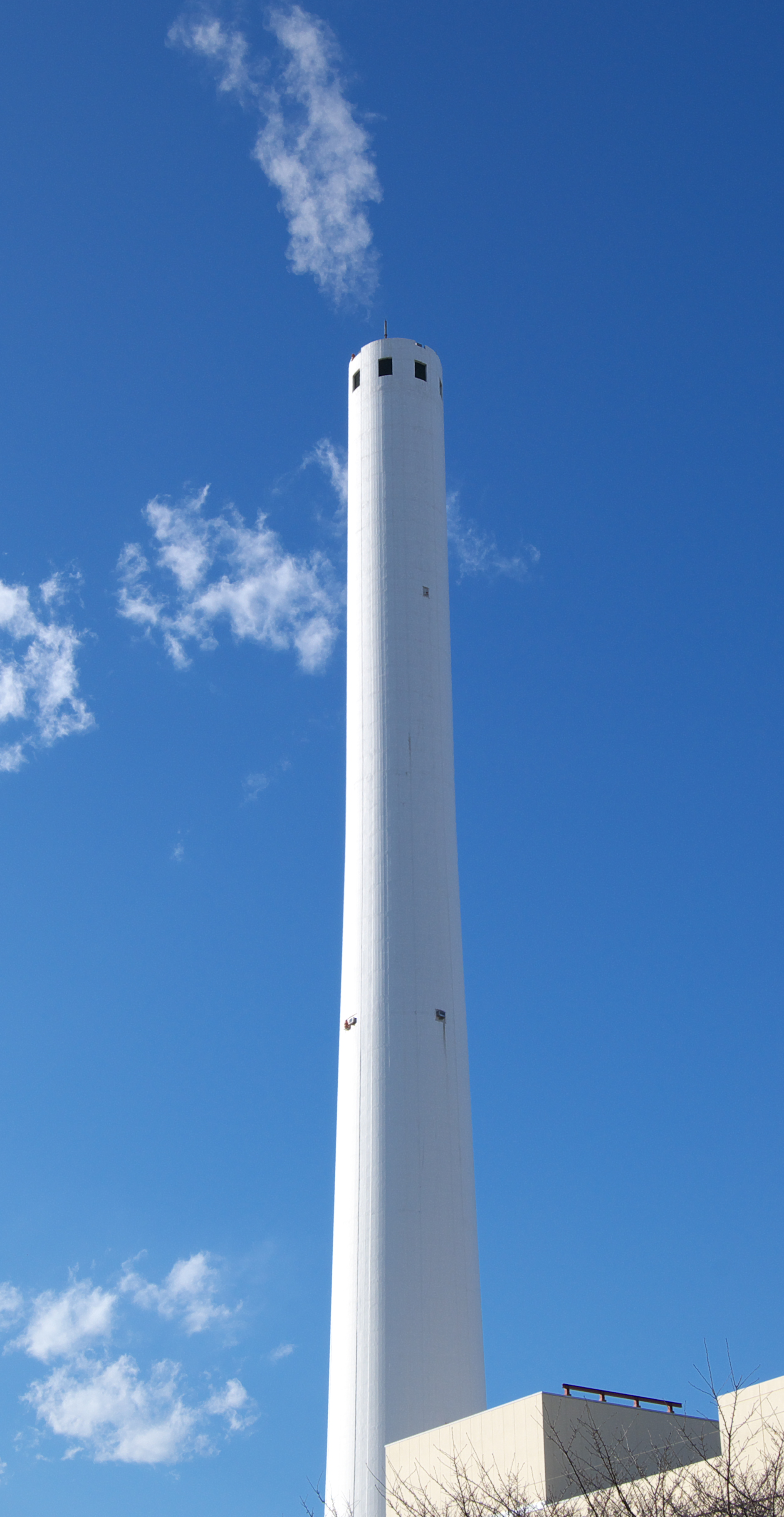
杉并区垃圾焚烧厂的烟囱
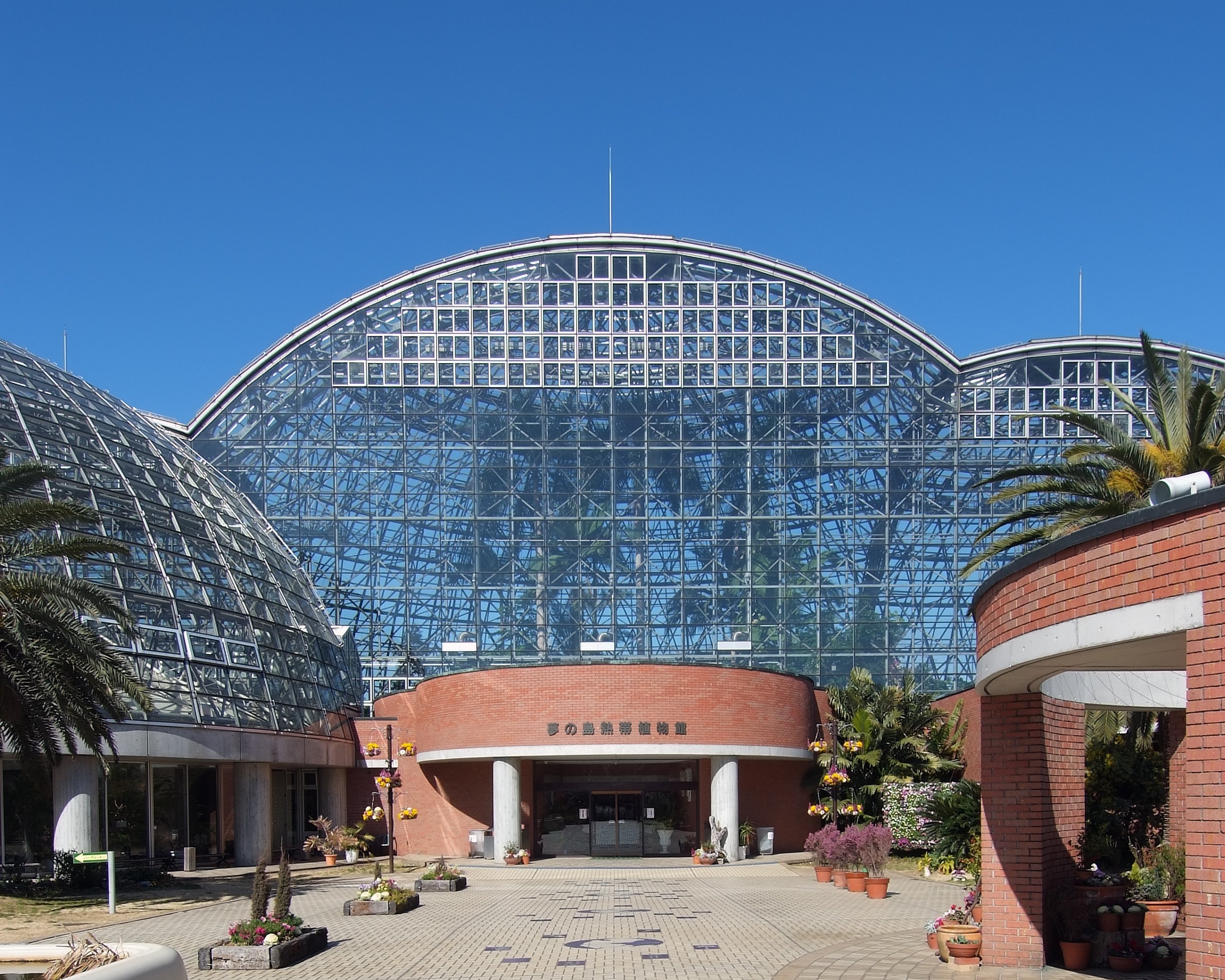
梦之岛上的热带植物馆